# Mieczysław Marx
Mieczysław Konstanty Alfons Marx (ur. 29 listopada 1879 w Brześciu nad Bugiem, zm. 30 listopada 1953) – polski chirurg oraz pułkownik Wojska Polskiego.

## Życiorys
W młodości wraz z rodziną przeprowadził się z Brześcia nad Bugiem do Kowla, a następnie do Radomia, gdzie w latach 1888–1898 uczęszczał do gimnazjum. W 1904 uzyskał dyplom lekarza na Uniwersytecie Warszawskim. Będąc oficerem rezerwowym, w listopadzie 1904 uzyskał etat młodszego lekarza w Sztabie Głównym Atamana Wojsk Kozaków Dońskich. Następnie pracował jako lekarz, m.in. we Lwowie w latach 1905–1907. Od 1907 pracował jako miejski lekarz w Zgierzu, a następnie w latach 1910–1914, mieszkając w Łodzi, pracował jako lekarz ordynator na oddziale chirurgiczno-ginekologicznym w szpitalu św. Anny w Łodzi.
W sierpniu 1914 został powołany do armii rosyjskiej i jako starszy ordynator oddziału chirurgicznego skierowany do szpitala w twierdzy Osowiec. Miesiąc później został ranny podczas ataku wojsk niemieckich. Od listopada 1915 stacjonował w Szpitalu Ewakuacyjnym nr 178 jako główny naczelny lekarz, zostając w czerwcu 1916 głównym naczelnym lekarzem 36 Dywizji Piechoty. Od marca do maja 1918 przebywał w niewoli niemieckiej. Od czerwca 1918 do sierpnia 1919 pracował jako ordynator oddziału chirurgicznego w szpitalu miejskim w Łodzi. Był prezesem Towarzystwa Gimnastycznego „Sokół” w Łodzi. Na tym stanowisku w listopadzie 1918 roku kierował rozbrajaniem Niemców. W sierpniu 1919 jako kapitan został przyjęty do Wojska Polskiego. W związku z wojną polsko-bolszewicką został wówczas przydzielony do Departamentu Sanitarnego M.S.Wojsk., następnie zostając chirurgiem Głównego Kwatermistrzostwa Naczelnego Dowództwa Frontu Wołyńskiego w Łucku.
Od września 1919 do stycznia 1920 był przeniesiony do rezerwy personalnej Szpitala Ujazdowskiego w Warszawie. W styczniu 1920 został komendantem szpitala wojskowego w Wołkowyjsku, a w kwietniu 1920 został awansowany do stopnia majora, następnie od października do sierpnia 1921 był komendantem Szpitala Wojskowego w Łodzi. W 1921 został także lekarzem 28. Pułku Strzelców Kaniowskich w Łodzi i odbył kurs przeszkolenia dla lekarzy wojskowych zawodowych przy Szkole Aplikacyjnej Korpusu Oficerów Sanitarnych w Warszawie. Następnie pracował w referacie mobilizacyjno-organizacyjnym w Szefostwie Sanitarnym Dowództwa Okręgu Korpusu nr IV Łódź. W 1922 został awansowany do stopnia podpułkownika, a w 1928 – pułkownika. W latach 1930–1934 jako szef sanitarny stał na czele Okręgu Korpusu Wojska Polskiego nr IV w Łodzi. W 1934 przeszedł w stan spoczynku. Pracował jako lekarz, przyjmując pacjentów przy ul. Zagajnikowej 40 (późn. Kopcińskiego) oraz publikował na łamach „Przeglądu Kawaleryjskiego”.
Podczas II wojny światowej został wysiedlony z Łodzi i zamieszkał w Warszawie, gdzie przyjmował pacjentów prywatnie. W trakcie powstania warszawskiego zajmował się rannymi i chorymi w szpitalu w Milanówku. Od października 1944 pracował w szpitalu w Radomiu. Po zakończeniu działań wojennych zamieszkał w Łodzi, od 1946 pracował w szpitalu Ubezpieczalni Społecznej w Łodzi. Był członkiem honorowym Towarzystwa Śpiewaczego „Lutnia” w Zgierzu, działał w Ochotniczej Straży Pożarnej w Łodzi (od 1906), będąc członkiem V oddziału strażaków – ochotników, a także w latach 1921–1937 był członkiem zarządu OSP w Łodzi oraz pełnił funkcję komendanta OSP w Łodzi (1936–1938). Był szefem sanitarnym Ligi Obrony Powietrznej i Przeciwgazowej w Łodzi. Działał również w Polskim Czerwonym Krzyżu – był członkiem Zarządu Okręgu Łódzkiego PCK oraz jego szefem sanitarnym w latach 1930–1938.

### Życie prywatne
Był synem lekarza Gustawa Jana Kazimierza Marxa i Antoniny z domu Goławskiej. Mieszkał przy ul. dr. Stefana Kopcińskiego 40 w Łodzi na osiedlu Radiostacja. Był dwukrotnie żonaty – najpierw z Janiną z Kocowskich, następnie z Heleną z domu Herc. Nie miał dzieci. Został pochowany na cmentarzu ewangelicko-augsburskim przy ul. Ogrodowej w Łodzi (sektor 29_G1, rząd 9, nr grobu 23).

## Ordery i odznaczenia
- Odznaka Honorowa PCK 3 stopnia
- Srebrny Medal „Za Zasługi dla Pożarnictwa” (30 października 1937)
- Order św. Stanisława 3 stopnia
- Order św. Stanisława 2 stopnia
- Order Świętej Anny 3 stopnia
- Order św. Anny 2 stopnia
- Order św. Włodzimierza 4 stopnia
- Złoty Krzyż Zasługi (19 marca1931)[2]
- Medal Pamiątkowy za Wojnę 1918–1921
- Medal Dziesięciolecia Odzyskanej Niepodległości[1]